# Тептар
Тептар (ингуш. и чечен. таьптар, тептар) — вид старинной чеченской летописи, хроники, в которой велась запись всех предков и наиболее важных событий в жизни фамилии и народа. Обычно составлялась на вайнахских языках (ингушском или чеченском) арабским письмом или на арабском языке. Период возникновения не определён, на сегодняшний день известны экземпляры XIX—XX веков, однако, ряд чеченских и ингушских исследователей утверждает о значительно более древнем периоде возникновения тептаров.
В современных вайнахских языках слово тептар также имеет значение «дневник», «журнал», «книга» или «тетрадь» для каких-либо записей (напр. «общая тетрадь», «хозяйственная книга»). Иногда в словарях указывается, что значение является устаревшим.

## Орфография и этимология
В ингушском и чеченском языках слово тептар в единственном числе записывается так же, как и в русском — тептар. В ингушском в эргативном падеже — тептаро, множественное число — тептараш. Форма по падежам в чеченском — тептар, тептаран, тептарна, тептарö, тептарё; множественное число — тептарш, реже — тептараш; прилагательное — тептаран, тептарниг («журнальный»). Современные словари обоих языков переводят его как «журнал», «книга» для каких-либо записей и, иногда, «дневник». Также авторы некоторых словарей отмечают что это понятие устаревшее. Чеченский языковед, канд. филол. наук А. Д. Вагапов, слово тептар и в ингушском и в чеченском языках указывает в форме таьптар и, помимо «журнала» и «книги», переводит его как «тетрадь».
Современными исследователями происхождение слова тептар точно не определено, очевидно только то, что оно не исконно нахское. Согласно А. Д. Вагапову, слово тептар заимствованно нахами у тюркских народов. В тюркских языках, например в татарском, турецком и уйгурском, tӓptӓr означает «книга записей», в азербайджанском даьфтаьр (dəftər) — «реестр», «тетрадь», в карачаево-балкарском тефтер — «тетрадь». Однако, и в других языковых группах имеются близкие лингвоформы: в персидском языке слово «тетрадь» — دفتر [daftar], в арабском «тетрадь», «блокнот» или «книжка» — دفتر [daftar]. Поэтому вопрос, из какой языковой группы — тюркской, иранской или семитской — произошло заимствование нахами этого слова, на сегодня остаётся дискуссионным.
Вероятно, в наши дни слово тептар употребляется только вайнахами — ингушами и чеченцами, а другой нахский народ — бацбийцы — его не использует, так как после усвоения грузинского языка переняли от грузин понятия, связанные с письмом, а также почти все названия письменных принадлежностей; в современных словарях бацбийского языка слово тептар не встречается.

## Упоминание термина
В научных работах кавказоведов Российской империи упоминания названия тептар не встречалось, в работах У. Лаудаева и А. П. Берже нет никаких упоминаний о письменных памятниках вайнахов, пересказывая их предания, эти исследователи ссылались только на устные сообщения. Однако, арабские рукописи о происхождении нахов, которые и могли быть положены в основу некоторых вайнахских тептаров, были тогда уже известны. Н. С. Семёнов нашёл и изучал четыре таких документа. В СССР упоминания о тептарах в научной и публицистической литературе единичны. Впервые употребил термин тептар в русскоязычном труде чеченский исследователь-краевед, педагог и народный поэт А. С. Сулейманов. В своей работе «Топонимия Чечено-Ингушетии» (1976—1985) он пересказывал тептар, описывающий происхождение гендарганойцев, гунойцев и курчалойцев. В кавказоведческих исследованиях постсоветской России термин тептар стал появляться чаще, в начале XXI века в работах некоторых ингушских и чеченских авторов можно найти описание этой своеобразной формы вайнахских летописей (Г. В. Индербаев 2007, З. Х. Ибрагимова 2009, Л. Ильясов 2009).

### Формулировка
В переиздании работы А. С. Сулейманова 1997 года (сменившим название с «Топонимия Чечено-Ингушетии» на «Топонимия Чечни») в разделах про селение Гендаргано и про общество терлойцев появилось пояснение, что тептар — это летопись. В работах Г. В. Индербаева, З. Х. Ибрагимовой и Л. Ильясова формулировки стали более развёрнутыми — тептар — «это вид исторической хроники, в которой излагается история определённой семьи, определённого рода в течение длительного периода времени». Чеченский исследователь Л. Ильясов предполагал, что в каждой чеченской фамилии были люди, которые вели генеалогические записи своего рода и фиксировали важные события из жизни своего и соседних обществ.

### Популяризация
В конце XX — начале XXI веков среди ингушей и чеченцев происходит подъём уровня национального самосознания, сопровождающийся растущим интересом к собственной истории и культуре. Этот подъём часто выражается в активной популяризации всего, что связано с вайнахским прошлым, не обошла эта тенденция и термин тептар. Например, в переиздании работы А. С. Сулейманова 1997 года упоминаний тептаров стало встречаться гораздо больше, чем в оригинальной работе. В разделах про нашхойцев, терлойцев и цонтаройцев, где ранее не упоминались тептары, теперь о тептарах говорится как об источниках сведений автора про некоторые аспекты истории этих этнических обществ.
Ещё одним примером может служить то, что в наши дни старинным словом тептар называют историко-культурные группы и паблики в социальных сетях («ВКонтакте», «Instagram», «Facebook»). Существуют примеры, когда исследователь литературы, характеризуя особенности писательской манеры вайнахского автора, называет его произведение «своеобразным современным тептаром» и «современным вариантом первых фамильных хроник чеченцев» (Э. А. Синбаригова о биографическом романе К. Х. Ибрагимова «Прошедшие войны»).

## История
Ранние тептары писались на чеченском языке грузинским алфавитом, с IX-X веков — греческим (византийском), а с XVII века на арабском или чеченском языке арабским письмом. Также есть сведения о чеченских тептарах, написанных клинописью (зайл йоза).
Согласно Л. Ильясову, имеется фольклорный материал, подтверждающий, что тептары изначально записывались на самом различном материале — на коже, на дереве и на камне. После принятия вайнахами ислама в XVI—XVIII веках получила значительное распространение арабская письменность. По версии Л. Ильясова, большинство тептаров в это период «было подвергнуто тщательной ревизии» — древнейшие хроники были уничтожены, а генеалогии фамилий стали возводить только к VIII веку. Но существование доисламских вайнахских тептаров пока научно никак не подтверждено и Л. Ильясовым также не приводится каких-либо исторических источников содержащих сведения о них.
Исламизация вайнахских обществ значительно повлияла на их культуру и фольклор, согласно Л. Ильясову теперь «в основе большинства тептаров лежала генеалогическая легенда о переднеазиатском происхождении тех или иных чеченских фамилий». Одним из первых, кто зафиксировал подобное предание, был российский офицер У. Лаудаев, первый чеченец, написавший этнографическое исследование на русском языке:

«Говорятъ, что какой-то шамскій князь (Шамъ — Сирія), заслуживъ гнѣвъ своего повелителя, бѣжалъ и поселился на Кавказѣ. У него было нѣсколько сыновей; изъ нихъ младшій, называвшійся Нахчой, взялъ себѣ удѣломъ землю въ горахъ и сдѣлался родоначальникомъ чеченцевъ.»
— Лаудаев У. «Чеченское племя» (частично опубликованная рукопись в «Сборникъ свѣдѣній о Кавказскихъ горцахъ», 1872).
Сам рассказчик предания — У. Лаудаев — скептически оценивает достоверность данного повествования, считая, что оно «ничѣмъ не подтверждается и есть скорѣе выраженіе тщеславія молодого народа, желающего имѣть своимъ родоначальникомъ княжескаго сына». Либо, согласно его другому предположению, эта легенда могла просто переиначивать генеалогию дагестанских шамхалов. Подобные предания пересказывали и другие российские кавказоведы — А. П. Берже, Н. С. Семёнов) и другие. Гипотеза о том, что деталь о происхождении нахских предков из арабских стран явно вставлялась в нахские сказания позднее и связана с распространением ислама, кроме Л. Ильясова, поддерживается рядом академических исследователей (напр., советским грузинским историком абхазского происхождения д-р ист. наук, профессором Г. З. Анчабадзе).
В 1944 году, во время депортации вайнахов (операция «Чечевица»), практически все тептары были уничтожены. Вероятно, до наших дней могли сохраниться некоторые тептары, которые успели спрятать депортируемые, и тептары, которые были изъяты и вывезены сотрудниками НКВД.
Современные чеченские исследователи (Тесаев З. А., Дахо А. А. и др.) ввели в научный оборот ряд тептаров: «Жахотан тептар», «Тарих Берсан», «Летопись о походе Чубана бин Султан-Алибека на Шубут», «Тарих Орза-Кала», «Тарих Чачан» и т. д.